# Red Riding Hood – Unter dem Wolfsmond
Red Riding Hood – Unter dem Wolfsmond (Originaltitel: Red Riding Hood) ist ein Fantasy-Thriller der Regisseurin Catherine Hardwicke mit Amanda Seyfried und Gary Oldman in den Hauptrollen. Der Filmtitel verweist auf das Märchen Rotkäppchen, das im Englischen Little Red Riding Hood heißt; auch die Handlung enthält Motive daraus.

## Handlung
Das entlegene Dorf Daggerhorn wird seit zwei Generationen von einem Werwolf in Angst und Schrecken versetzt. Durch das ritualisierte Opfern eines Tieres besteht jedoch eine Art Waffenstillstand, ein Pakt zwischen den Dorfbewohnern und dem Wolf.
Obwohl die junge Valerie seit Kindheitstagen in den Holzfäller Peter verliebt ist, soll sie auf Wunsch ihrer Eltern Cesaire und Suzette Henry, den Sohn des reichen Schmieds Adrien, heiraten. Darum beschließen Valerie und Peter, gemeinsam zu fliehen. Dies misslingt, da der Werwolf unerwartet zuschlägt und Valeries ältere Schwester Lucie bei diesem Angriff tötet. Daraufhin erfährt Valerie von ihrer Mutter, dass Lucie nur ihre Halbschwester war und Adrien Lucies wahrer Vater ist. Die Mutter war früher unglücklich in Adrien verliebt und hatte ihren Mann mit ihm betrogen.
Die Dorfbewohner wollen den Werwolf zur Strecke bringen, da dieser den Pakt gebrochen hat. Einer von ihnen glaubt, dass nur der berühmte Werwolfjäger Pater Salomon dies könne, und lässt nach ihm rufen. Eine Gruppe jedoch macht sich selbst zur Höhle am Mount Grimmoor auf und erlegt das Tier, wobei Adrien getötet wird. Das Dorf scheint gerettet.
Als Pater Salomon das Dorf erreicht, feiern die Dorfbewohner die Erlegung des Wolfes und zeigen demonstrativ den aufgespießten Kopf des Tieres. Pater Salomon jedoch belehrt sie eines Besseren: Der Wolf, dessen Kopf die Bewohner Daggerhorns vorzeigen, könne kein Werwolf sein, da er sich bei seiner Tötung in einen Menschen zurückverwandeln müsste. Salomon weiß dies aus eigener Erfahrung, er trennte einst einem Werwolf, der seinen besten Freund ermordet hatte, die Vorderpfote ab, steckte sie ein und fand zuhause seine Frau mit blutendem Armstumpf vor. Die abgetrennte Pfote hatte sich derweil in die Hand seiner Frau zurückverwandelt. Salomon sah sich gezwungen, seine Frau zu töten, und hat es sich seither zur Aufgabe gemacht, jeden Werwolf zur Strecke zu bringen. Hinzu kommt, dass derzeit sogenannter Blutmond ist, eine dreitägige Phase, in der der Biss eines Werwolfs nicht, wie sonst, zum Tod des Opfers führt, sondern dieses selbst in einen Werwolf verwandelt. Salomon ermahnt die Dorfbewohner daher zu besonderer Vorsicht und will das Dorf sofort abriegeln lassen. Seinen Warnungen wird jedoch kein Glaube geschenkt und die Dorfbewohner setzen ihre Feier fort.
Valerie und Peter kommen sich hierbei zum ersten Mal wieder näher und auch Henry bemerkt dies. Das Fest wird jedoch unterbrochen, als der Werwolf wieder zuschlägt und mehrere Menschen tötet. Valerie wird hierbei mit ihrer Freundin Roxanne vom Wolf in eine Ecke gedrängt. Er spricht mit Valerie und offenbart ihr, dass er gekommen ist, um sie zu holen und aus Daggerhorn fortzubringen. Sollte sie sich weigern mitzukommen, so werde er das Dorf vernichten. Während der Wolf mit ihr spricht, verändern sich seine Augen, sodass Valerie erkennen kann, dass die Augenfarbe des Werwolfs in seiner menschlichen Gestalt dunkelbraun sein muss. Außerdem stellt sich heraus, dass Valerie die Auserwählte des Wolfes und somit die Einzige ist, die ihn verstehen kann.
Pater Salomon übt nun seine Macht im Dorf aus und nimmt einen geistig behinderten Jüngling gefangen, dessen Kartentricks einen Vorwand geben, ihn der Hexerei zu bezichtigen. Die Schwester des Jünglings, Roxanne, versucht ihn frei zu bekommen und verrät Pater Salomon den Zwischenfall mit dem Wolf. Valerie wird deshalb der Hexerei beschuldigt und gefangen genommen. Henry und Peter schließen sich nun zusammen, um Valerie zu befreien. Während ihres Befreiungsversuchs greift der Werwolf jedoch abermals an und beißt Pater Salomon die Hand ab. Dieser wird daraufhin von einem seiner Helfer getötet, damit er sich nicht in einen Werwolf verwandelt. Valerie wird freigelassen, um als Köder für den Werwolf zu dienen. Von Peter, der zuvor von Salomons Schergen aufgegriffen und eingesperrt wurde, fehlt jegliche Spur.
Am nächsten Morgen erwacht Valerie aus einem Albtraum, in dem sich ihre eigene Großmutter als der Werwolf entpuppt hat. Sie beschließt, zu deren Haus im Wald zu gehen und dort nach dem Rechten zu sehen. Im Wald trifft Valerie auf Peter, der sie anfleht, mit ihm fortzugehen. Valerie glaubt in ihm den Werwolf zu erkennen, zückt ein Messer und droht Peter, ihn zu verletzen. Peter will jedoch nicht von ihr ablassen, woraufhin Valerie ihm rasch in den Bauch sticht und zur Hütte ihrer Großmutter läuft. Dort findet sie jedoch ihren Vater Cesaire vor. Dieser hat seine eigene Mutter ermordet, da sie sein Geheimnis gelüftet hatte: Er ist der Werwolf.
Da er seinen Töchtern ein besseres Leben in der Stadt ermöglichen wollte, hatte er beschlossen, seiner Erstgeborenen, wie es in seiner Familie seit Jahren Brauch ist, die Werwolfskräfte durch einen Biss zur Zeit des Blutmonds zu übertragen. Da Lucie ihn jedoch, im Gegensatz zu Valerie, als Werwolf nicht verstand, wurde Cesaire klar, dass diese nicht seine eigene Tochter sein konnte. Würde sein Blut durch ihre Adern fließen, könnte sie ihn auch in seiner Wolfsgestalt verstehen. Enttäuscht und wütend darüber, dass seine Frau ihn betrogen hatte, hatte Cesaire Lucie getötet. Aus Rache fiel er auch in der Höhle über Adrien her, da er ihn mit seiner Frau betrogen hatte.
Valerie möchte mit ihrem Vater nicht fortgehen und kein Werwolf werden. Als plötzlich der verletzte Peter erscheint, kommt es zum Kampf zwischen ihm und Cesaire. Valerie lenkt Cesaire ab, sodass Peter ihm die Axt in den Rücken werfen kann. Getötet wird Cesaire jedoch von Valerie, die ihm Salomons abgetrennte Hand in die Brust rammt; Salomon hatte an seinen Fingern Silbernägel.
Peter wurde jedoch während des Kampfes von Cesaire gebissen und wird daher selbst zum Werwolf. Damit die Wahrheit um Cesaire und Valerie nicht herauskommt, schneiden sie den Bauch des Toten auf, füllen ihn mit Steinen und versenken ihn im See. Valerie würde als Tochter des Werwolfs wohl von den anderen Dorfbewohnern umgebracht werden. Valerie will mit Peter zusammen sein, doch dieser beschließt wegzugehen, da er fürchtet, seine Kräfte als Werwolf nicht kontrollieren zu können. Valerie verspricht, auf ihn zu warten.
In Daggerhorn nehmen derweil die Dinge wieder ihren gewohnten Lauf: Valeries Mutter sieht ein, dass ihr Mann nicht mehr nach Hause zurückkehren wird, die Dorfbewohner leben weiter in Furcht und opfern ihre Tiere zur Besänftigung des Wolfes, von dessen Tod sie nichts wissen. Henry wird ein ehrenhafter Mann und beschützt die Bewohner Daggerhorns fortan vor dunklen Gefahren. Valerie aber hält es im Dorf selbst nicht mehr aus. Sie zieht in das Haus ihrer Großmutter und lebt fortan im Wald. Eines Nachts geht sie in ihrem feuerroten Umhang aus dem Haus und Peter gibt sich in seiner Werwolfgestalt zu erkennen. Der Film endet damit, dass sich die beiden ansehen und sich auf Valeries Gesicht ein Lächeln abzeichnet.
Alternatives Ende:
Valerie und Peter schlafen miteinander, bevor sie Cesaire im See versenken. Jedoch verlässt Peter Valerie, um sie zu beschützen. Der Film endet damit, dass Peter bei Nacht und in Werwolfgestalt bei der Hütte im Wald auftaucht. Valerie ist auf dem Weg in die Hütte zurück, dreht sich um, als Peter auftaucht, und man sieht, dass sie ein Baby im Arm hält – offensichtlich ist Peter der Vater.

## Hintergrund
- Der Film hatte am 7. März 2011 seine Uraufführung in Hollywood. Kinostart in den USA war am 11. März 2011, in Deutschland am 21. April 2011.
- Die Produktionskosten wurden auf 42 Millionen US-Dollar geschätzt. Der Film spielte in den Kinos weltweit rund 89 Millionen US-Dollar ein, davon 38 Millionen US-Dollar in den USA.

## Kritiken
„Regisseurin Catherine Hardwicke ließ bereits mit ihrem Twilight-Film Bis(s) zum Morgengrauen Teenieherzen höher schlagen und setzt auch in Red Riding Hood alles daran, ihre Zielgruppe mit ähnlicher Bildästhetik und sehr ähnlichen Schmusedialogen glücklich zu machen.“

„Der narrative Reichtum Rotkäppchens ist immens und bietet eigentlich genug Material für eine weitere, spannende Neuinterpretation. Nur eben das ist "Red Riding Hood" leider nicht. Das ist tragisch, zumal der Film von Catherine Hardwicke zumindest in Ansätzen um eine originelle Lesart der Geschichte bemüht ist. Doch keine der Ideen wird konsequent zu Ende gedacht, und so bleibt in der Bilanz nur ein indifferentes, mutloses Schauerstück mit Hang zur Groschenheft-Romantik. […] Und genau diese flauschige Harmlosigkeit passt leider zu einem Film, der das Potential seiner Geschichte an ein erschreckend zahnloses Kuschelkino verschwendet.“

„Eine adrette Frau zwischen zwei Posterboys, innerliche Gefühlsverwirrungen und äußerliche Gefahren durch mörderische Kreaturen sorgen für Konfliktpotential, dargebracht mit der Komplexität und Tiefe einer Foto-Lovestory aus der »Bravo«. Und der porentiefen Reinheit einer Clearasil-Werbung, denn selbst gemeuchelte Werwolfopfer mit drei dekorativ aufgeschminkten Kratzern sehen noch wie aus dem Ei gepellt aus. Leider wirken die Figuren genauso steril und unpersönlich, die zwischenmenschlichen Konflikte erzeugen nie Interesse.“

„"Red Riding Hood" macht dort weiter, wo "Twilight" aufgehört hat. Man könnte ihn auch nennen: Isabella Swan (die weibliche Hauptfigur aus "Twilight") träumt vom bösen Wolf. Nahezu alle Konstellationen der Vampir-Saga kehren hier wieder, versetzt in ein digital geputztes Mittelalter, in dem die Figuren Haargel benutzen und Schmieden keine Arbeit ist, sondern eher eine Art ausgefallenes Hobby. […] Der rote Umhang jedenfalls ist hier nur noch ein schicker Modegegenstand.“

Die Deutsche Film- und Medienbewertung FBW in Wiesbaden verlieh dem Film das Prädikat wertvoll.